# Dagome iudex
A Dagome iudex I. Mieszko lengyel fejedelem oklevele XV. János pápához.
I. Mieszko lengyel fejedelem (960-992), a Német-római Császárságtól való függetlenedés reményében 992-ben pontos határmegjelöléssel felajánlotta államát Krisztus földi helytartójának a „Dagome iudex” néven ismert oklevélben. Ez a Szentszék védelmét jelentette a lengyelek számára. Éves adófizetéssel járt ugyan, de politikailag a későbbiekben nagyon hasznosnak bizonyult. A szuverenitásukért küzdő fiatal államok közül több, köztük Magyarország is, a pápaságban keresett támaszt a német nagyhatalmi törekvésekkel szemben.